# 陳塏 (嘉靖進士)
陳塏（1502年—？年），字山甫，號宅平，浙江餘姚縣人，明朝政治人物。

## 生平
正德十四年（1519年），陳塏由國子生中式己卯浙江鄉試第五名舉人，為《禮記》經魁。嘉靖十一年（1532年）登壬辰科會試第五名，第三甲第五名進士。觀禮部政，授行人司行人，十三年十二月陞南京吏科給事中，任內彈劾嚴嵩奸贪違法，招忌恨。十九年七月升湖廣右參議，升山西副使，二十四年正月起补廣東副使，提调学校，遷湖廣參政，止。

## 家族
曾祖陳霖；祖陳籥，義官；父陳炫；母聞人氏。慈侍下。
行十八。兄堅；坦；墇（□課司副提察）；增；瑎；文；魁（光祿寺監事）；達；城，弟封；墀；培；壕。
從弟陳墀，嘉靖进士。子陳鉅。